# St. Anna (Bamberg)

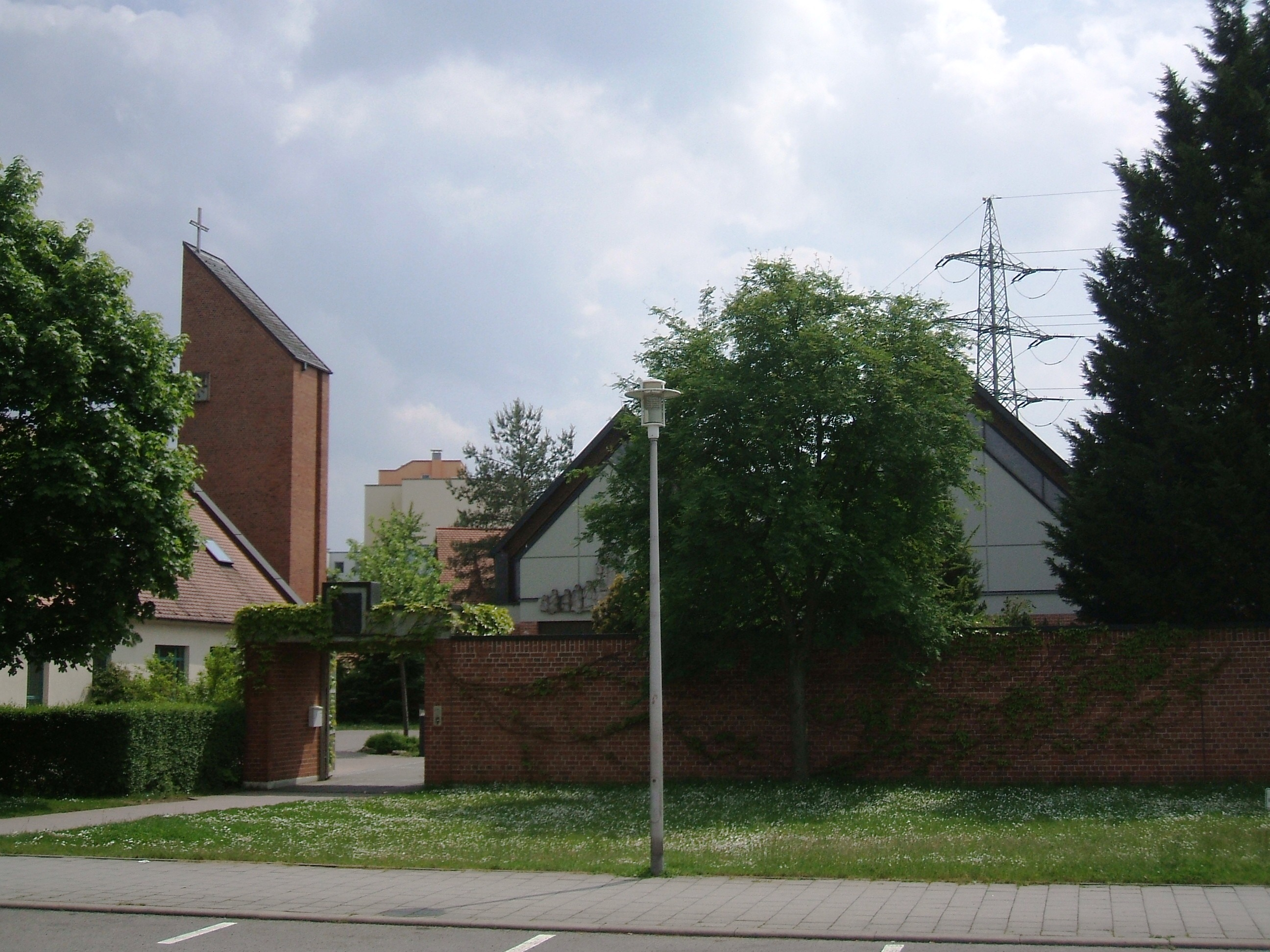
Katholische Pfarrkirche St. Anna in Bamberg

Die Pfarrkirche St. Anna im Bamberger Osten wurde 1979 unter dem Patrozinium der heiligen Anna geweiht. Mit der historischen Anna-Kirche aus dem 13. Jahrhundert hat sie lediglich den Namen gemein. Sie wurde 1978–1979 nach dem Entwurf des Würzburger Dombaumeisters Hans Schädel und seines Sohns, des Architekten Jürgen Schädel, errichtet.
Mit St. Gangolf, Maria Hilf, St. Otto, St. Heinrich und St. Kunigund gehört St. Anna zum Seelsorgebereich Bamberger Osten im Dekanat Bamberg des römisch-katholischen Erzbistums Bamberg.
Die Glasgiebel gestaltete im Jahr 1979 die Künstlerin Erika Bauer (Stegaurach), die Bronzetafeln des Kreuzwegs Klaus Backmund im Jahr 1983.

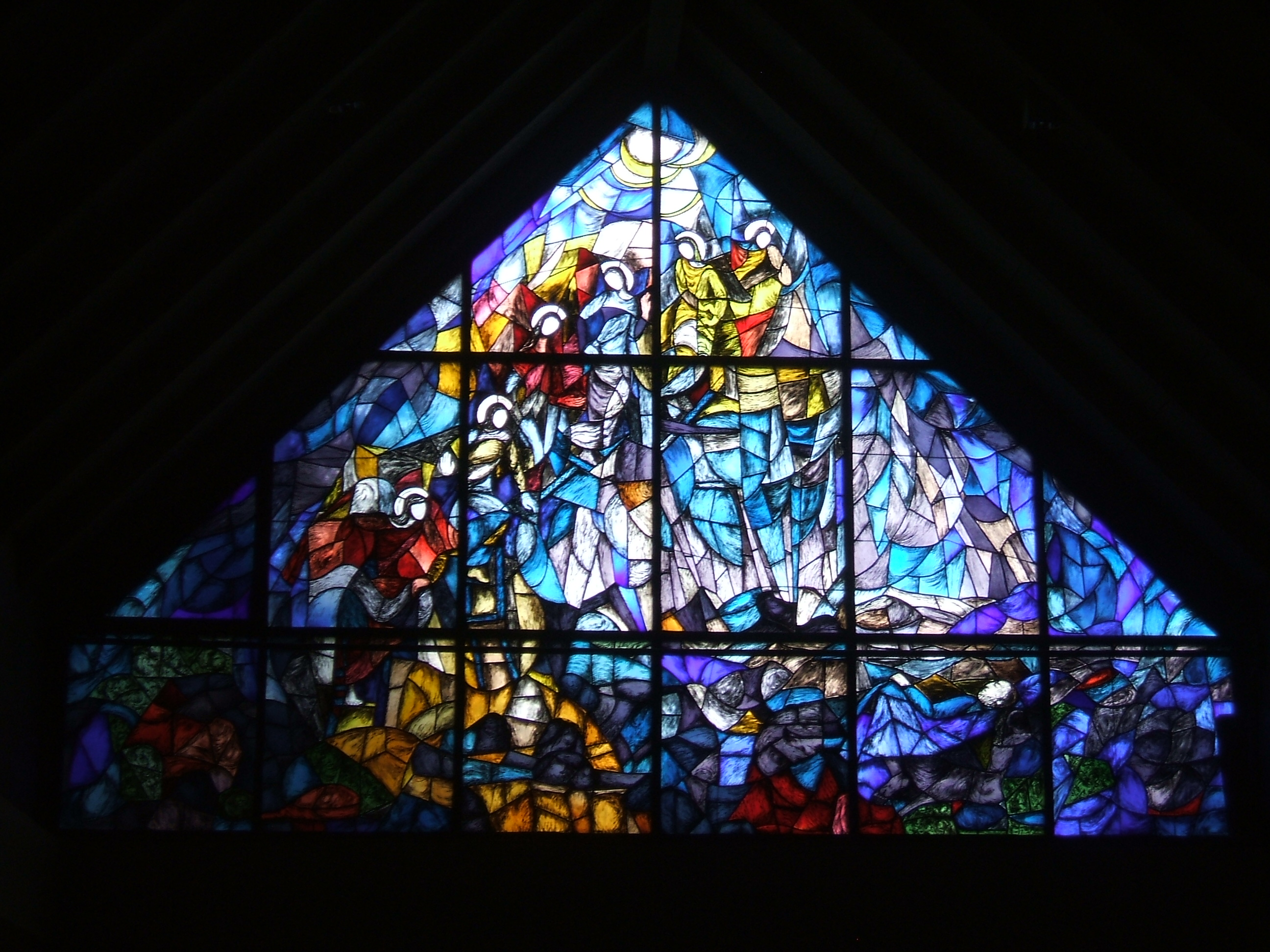
Südöstliches Farbglasfenster
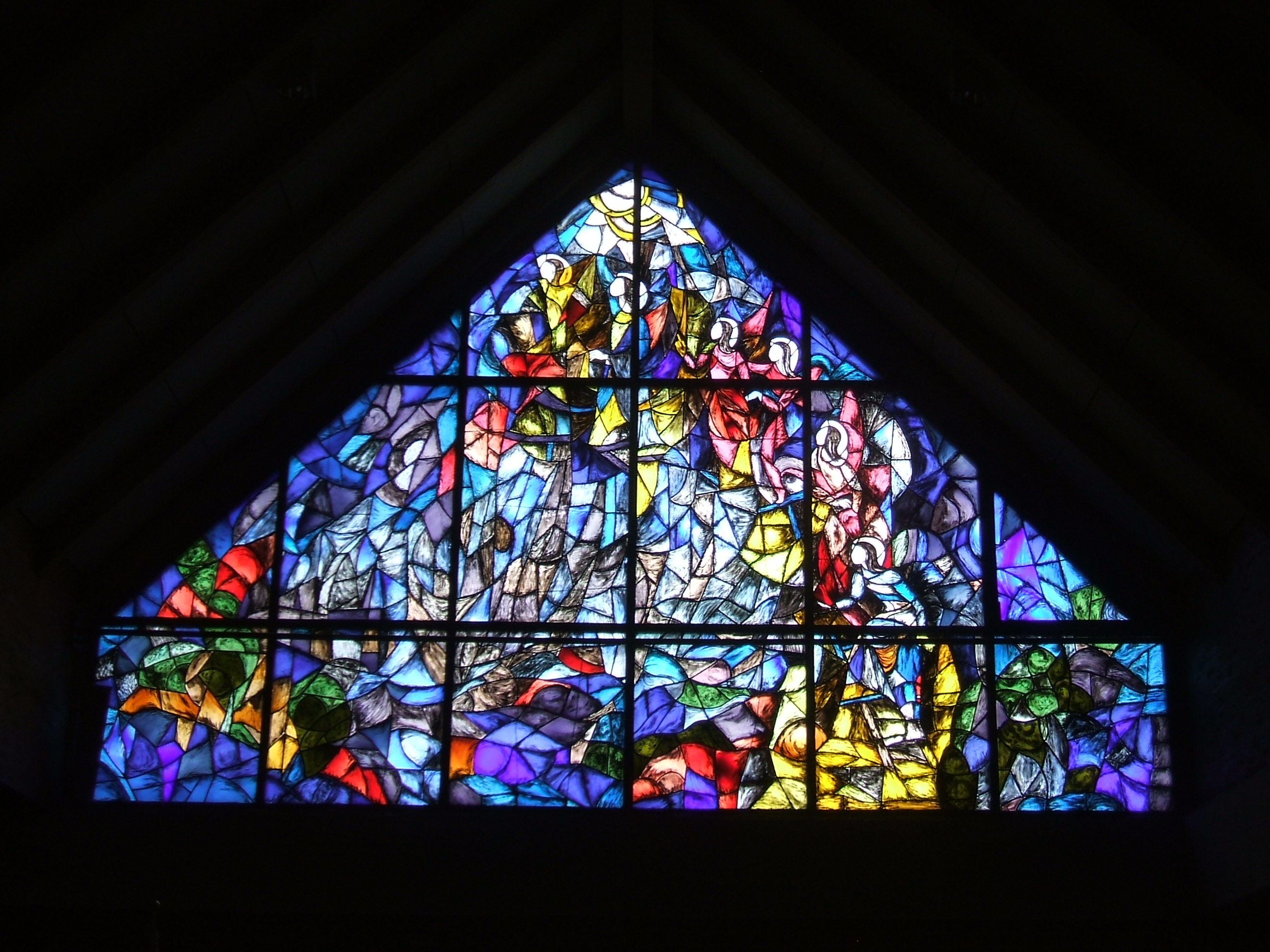
Südwestliches Farbglasfenster

## Orgel
Die Orgel von 1990 hat 24 Register und 1618 Pfeifen. Das Instrument wurde von der Orgelbauwerkstatt Ludwig Eisenbarth in Passau erbaut. Zuvor diente ein elektronisches Instrument der musikalischen Begleitung der Gottesdienste.

## Glocken
Im frei stehenden Glockenturm (Campanile) mit Pultdach befindet sich ein vierstimmiges Glockengeläut. Die Glocken wurden 1979 von der Glockengießerei Rudolf Perner in Passau gegossen. Die große St.-Anna-Glocke wurde in Durrippe gegossen. Das Läutemotiv ist Salve Regina.
| Nr. | Name       | Gewicht | Schlagton | Inschrift |
| --- | ---------- | ------- | --------- | --- |
| 1   | Anna       | 1070 kg | e′        | „Mutter Anna, treu und gut, halt uns all in deiner Hut. Bitte, dass Mariens Sohn uns einst schenk den ewigen Lohn!“                                                       |
| 2   | Maria      | 580 kg  | gis′      | „Heilige Mutter Gottes, bitte für uns Sünder, jetzt und in der Stunde unseres Todes!“                                                                                     |
| 3   | Franziskus | 328 kg  | h′        | „Der Herr segne und bewahre dich, der Herr lasse sein Angesicht leuchten über dir und erbarme sich deiner. Der Herr richte sein Angesicht auf dich und gebe dir Frieden!“ |
| 4   | Josef      | 235 kg  | cis″      | „Wenn der Herr das Haus nicht baut, bauen die Bauleute vergebens. Heiliger Josef, segne unsere Arbeit!“                                                                   |